# Морской волк (фильм, 1941)
«Морской волк» (англ. «The Sea Wolf») — художественный фильм американского режиссёра Майкла Кёртиса, снятый в 1941 году, вольная экранизация одноимённого романа Джека Лондона.

## Сюжет
Сан-Франциско, 1900 год. Джордж Лич, по неназванным причинам скрывавшийся от полицейского преследования, вынужден поступить матросом на промысловое судно «Призрак», где вскоре сталкивается с циничным и жестоким капитаном Ларсеном, в силу своего невыносимого нрава прозванного Волком.
На выходе из бухты на борт шхуны были подняты спасённые после крушения парома сбежавшая из тюрьмы Руфь Брюстер и писатель Хэмфри Ван-Вейден, незадолго до столкновения сдавший девушку в руки полиции. Оба становятся невольными пленниками капитана и обречены на беспрекословное выполнение любого его приказа, и должны привыкать к установленным им порядкам.
Воспользовавшись болезнью практически полностью ослепшего Ларсена, Лич организует побег с ненавистного судна — его компаньонами становятся затравленные «Волком» Руфь и Хэмфри. Стараниями хитрого капитана беглецам приходится вернуться на борт покинутой экипажем шхуны. Там, после откровенного разговора с Ларсеном, ценой собственной жизни Ван-Вейден покупает свободу для своих отчаявшихся было товарищей.

## В ролях
- Эдвард Г. Робинсон — Ларсен
- Айда Лупино — Руфь Брустер (в начале фильма выдаёт себя за женщину по имени Мод Вебстер)
- Джон Гарфилд — Джордж Лич
- Александер Нокс — Хэмфри Ван-Вейден
- Джин Локхарт — Прескотт
- Барри Фицджеральд — Куки
- Стэнли Риджес — Джонсон
- Дэвид Брюс — молодой матрос
- Фрэнсис Макдональд — Свенсон
- Говард Да Силва — Харрисон
- Фрэнк Лактин — Смоки

## Награды и номинации

### Номинации
- Премия «Оскар» за лучшие визуальные эффекты (Байрон Хэскин, Натан Левинсон)